# Пататник
Пататникът (или патетник, както се нарича в някои области, от патато или патето – картофи) е типично родопско ястие. Приготвя се от настъргани на едро картофи, лук, сол и джоджен. Всичко това се омесва и се пече на бавен огън. Може да се добави месо, сирене или яйце. Някои слагат чубрица и пръжки.
В един от вариантите на рецептата, след настъргване на картофите всички съставки се омесват до получаването на хомогенна маса. След това се пече в дълбок тиган на слаб огън. След двадесет минути се обръща и се захлупва, като продължава да се пече на слаб огън. В друг вариант, настърганите картофи се отцеждат от отделената течност и се смесват с яйцата, лука и сиренето. Получава се тесто, от което се разточват две кори. На дъното на тавата се поставя първата, с по-голям диаметър, така че да излиза от съда. Поставя се сместа от продуктите, овкусена с джоджен, покрива се с другата кора и се прихлупват краищата.
По оригиналната родопска рецепта се пече върху селската печка и когато се изпече отдолу, се обръща върху дъска и се приплъзва с непечената страна в тавата.